# Halo: Reach
Halo: Reach је пуцачка игра из првог лица чији је развијач Банџи и издавач Мајкрософт гејм студиос за конзолу Xbox 360. Игра се појавила на тржиштима у Европи, Северној Америци и Аустралији 14. септембра 2010. Игра се одвија у години 2552, када је човечанство у рату са ванземаљском расом Ковенант. Играч контролише Набл сикса, припадника елитне супервојник групе, када је планета Рич нападнута од стране Ковенанта.
После игре Halo 3, Банџи је подељен на два тима. Један ради на Halo 3: ODST, а други на Halo: Reach. Дугогодишњи композитори Халоа Мартин О'Донел и Мајкл Салватори вратили су се да праве музику за Halo: Reach.
Рич је најављен на Електроник Ентертејнмент Експо 2009 у Лос Анђелесу, у Калифорнији. Први трејлер је показан на 2009 Спајк видео гејм аворд Играчи који су купили Хало: ОДСТ имали су право да играју Halo: Reach бета верзију у мају 2010 Мајкрософт је уложио највише буџета у ову игру, и правио је рекламе, играчке и интерактивну медију да промовише игру.
Halo: Reach је зарадио 200 милиона долара за први дан, поставивши нови рекорд за франшизу у Северној Америци. Критике су биле позитивне; критичари из IGN-а, Гејм про и званичног Xbox магазина су рекли да је то најбоља Xало игрица. Halo: Reach је била последња Хало игра коју је направио Банџи.